# ズワン
ズワン（Zwan）は、アメリカのロックバンド。当時解散中だったスマッシング・パンプキンズのビリー・コーガンが中心となって結成されたが、アルバム一枚を出した後に解散。短命に終わった。

## 来歴
2000年のスマッシング・パンプキンズの解散後、同バンドのビリー・コーガンとジミー・チェンバレンは、ビリーの旧友であるマット・スウィーニーと共に新たなバンドを立ち上げることにする。スウィーニーの紹介でスリントなどでプレイしていたデイビッド・パホが加わり、2001年の終わりごろに4人編成で始動。翌年の春にパズ・レンチャンティンが参加し、ラインナップが完成した。
ズワンは2002年まで主にライブハウスを中心にツアーを行い、これと並行してアルバムの制作を行う。彼らの最初にして最後のアルバム、メアリー・スター・オブ・ザ・シーは2003年1月にリリースされた。ビルボード初登場3位を記録し、最初の週には9万枚の売り上げを記録したものの、その後は伸び悩む。結果として、ビリーとジミーの所属していたスマッシング・パンプキンズのアルバムの売り上げにはほど遠い形に終わった。
同年の夏、予定されていたヨーロッパ・ツアーの多くがキャンセルされ、バンドは活動を停止。9月になってビリーがラジオのインタビューで解散を宣言した。

## メンバー
- ビリー・コーガン （ボーカル、ギター）
- ジミー・チェンバレン（ドラムス）
- マット・スウィーニー（ギター、ボーカル）
- パズ・レンチャンティン（ベース、ボーカル）
- デイビッド・パホ（ギター）